# 赵姬
趙姬（帝太后）（前280年？—前229年），姓名不詳，東周戰國時代女性，趙國邯鄲人，後世史學家因其出身地稱她為趙姬。秦莊襄王子楚之王后，秦始皇嬴政之生母。

## 生平

### 趙國時期
據《史記》記載，當時秦昭襄王之孫嬴異（又名子異，或異人，即秦莊襄王，秦孝文王嬴柱之子，生母為不受寵愛的夏姬）被送往趙國擔任人質。嬴異在趙國期間與呂不韋交好，多有往來，一次與呂不韋聚會的會面之下，嬴異見「呂不韋姬（趙姬）」面容姣好，便開口向呂不韋索討她，趙姬遂被許予嬴異。嬴異後透過呂不韋的獻策，拜華陽夫人為嫡母，又為迎合出身於楚國的華陽夫人所好，易名為子楚。
秦昭王48年（前259）正月，趙姬在邯鄲產下一子名政，因生於趙國，時人以地名多稱趙政，即後來的秦始皇嬴政。嬴政出生後，嬴子楚立趙姬為夫人。
嬴政出生之際正逢秦趙失和，長平之戰趙國戰敗，秦軍坑殺趙國投降士兵，兩國關係陷入對立的緊張局面；昭王50年（前257）又有邯郸之战，秦將王齕率兵包圍邯鄲，趙國欲殺質子嬴子楚，呂不韋以重金買通衛兵，讓子楚逃出邯鄲、返回秦國，但趙姬與嬴政母子仍滯留於趙國，處境危殆，但因為趙姬娘家勢力的庇護，母子二人得以倖存。

### 秦王后時期
昭王56年（前251年），秦昭襄王駕崩，安國君嬴柱即位，史稱秦孝文王，華陽夫人成為王后，嬴子楚被立為太子。這時秦趙兩國已息兵休戰，趙國為表示友好，遂送趙姬和嬴政回秦國。趙姬母子與子楚分隔六年期間，秦趙交戰勢同水火，子楚鑒於滯留趙國的趙姬母子生死不明，另娶韓國夫人，生子成蟜，即日後的長安君(有人認爲子婴爲其子)。
孝文王僅在位3天即薨，孝文王元年（前250）子楚即位，史稱秦莊襄王，立趙姬為后，嬴政為太子，奉嫡母華陽夫人為華陽太后，生母夏姬為夏太后。

### 秦太后時期
公元前247年，秦莊襄王在位三年而薨，年僅12歲的嬴政被立為秦王，趙姬成為太后，呂不韋被尊為相國，號稱仲父。
子楚英年早逝後，趙姬與呂不韋長期私通，但呂不韋見秦王日漸成長，恐引禍上身，故收買宮中宦者（男僕，又名寺人，當時不全用閹人），將自己的食客嫪毐送入宮中，假受腐刑，明爲閹寺，實為太后面首。
公元前239年，王弟嬴成蟜投奔趙國、發動叛變，嫪毐平亂有功，封長信侯，以山陽郡（今河南焦作東南）為其食邑，又以河西、太原等郡為其封田。
公元前238年，秦王政獲密告，指嫪毐為假宦者，與太后趙姬淫亂，並預謀叛亂。秦王下令徹查，嫪毐遂偽造太后印信，引導其童僕門客和少数軍隊發動政變，攻击蘄年宮。秦王令昌平君、昌文君率兵平叛，嫪毐所部很快就被擊潰，被生擒後送至咸陽處以車裂之刑，並夷三族，嫪毐與太后所生的兩个儿子在三族內連坐處死，其童僕門客皆被流放蜀地。
嫪毐被處死的同時，趙姬被贏政驅往雍地幽禁。幽禁生母有違孝道，但嬴政餘怒未消，下令凡為太后求情的，先用蒺藜責打，然後處死，為此有二十七位進諫者被殺。這時齊國人茅焦勸說嬴政，指出幽禁母親有損嬴政聲名，難以讓天下人信服；殺害進獻忠言的大臣，會寒了天下人才之心，對收買六國人心、統一天下大業不利。嬴政採納了茅焦的建議，厚葬被殺的大臣，又親自率領車隊，前往雍地把太后接回咸陽，復居甘泉宮，母子關係得以恢復。茅焦因此事被尊為上卿。
嫪毐政變失敗後，嬴政借勢將呂不韋貶回家鄉。呂不韋接旨後，官員夾道相送，嬴政見狀下詔，暗示呂不韋功高震主，呂不韋為免牽連家人，飲鴆酒自盡，享年五十七歲。在呂不韋死後的第六年，趙姬亦逝，享年五十一歲（或一說為五十歲）。

## 身份爭議
《史記》中關於趙姬的敘述極少，甚至前後矛盾，身份多僅以「呂不韋姬」一詞帶過。「姬」字的釋義歷代各有說法，可做「歌舞妓」、「侍妾」，或單純指「婦女」亦可；「族姓」則早已被排除。
《史記·呂不韋列傳》載：「趙欲殺子楚妻子，子楚夫人趙豪家女也」，明確指出趙姬家世為趙國豪族。又《史记·秦始皇本纪》：「秦王之邯郸，诸尝与王生赵时母家有仇怨，皆坑之。」有歷史學家认为赵姬在得到吕不韦资助後方成为“豪家”。
反對此說的學者則认为若赵姬是歌妓，即使受到资助也不可能成为“豪家”，並主張身为“豪家女”的“子楚夫人”是当时秦國公子異人在邯郸所娶正妻，与“赵姬”為不同之人；但《史记·吕不韦列传》又载“子楚遂立姬为夫人”，文中未详孰是。

## 生子爭議

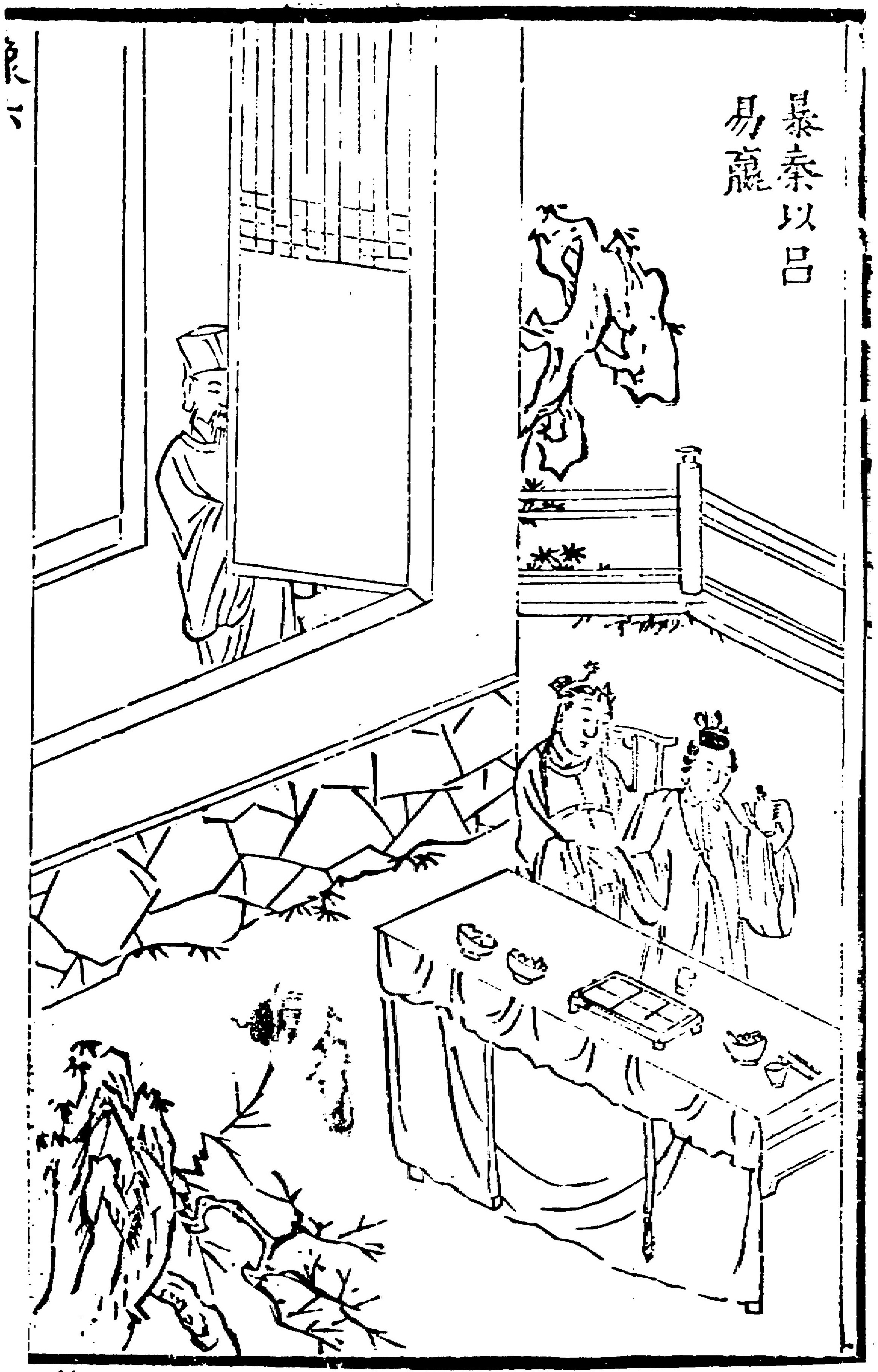
暴秦以吕易嬴

清代學者梁玉繩根據《史記·呂不韋列傳》中，「姬自匿有身，至大期時，生子政」一句脈絡，特指出「大期」一詞，係婦女足月分娩的日期，意味趙姬與赢異同居懷孕，確實懷胎足月才生下嬴政。而《史記·秦始皇本紀》中特別標明秦始皇出生年月為「秦昭王四十八年正月生於邯鄲」，乃依據秦朝史料編成，皆有所憑據。梁玉繩對此主張，《史記》作者司馬遷故意並舉「自匿有身」和「大期」兩則明顯矛盾的事例，是為反映當時「呂不韋獻有孕之女」的傳言甚囂塵上的一種春秋笔法。最早的“呂政”稱呼見於汉明帝劉莊對《史秦始皇本紀》的討論，爲班固所載。甚至有人認爲秦始皇生父是燕國太子丹。因其在趙國同異人、不韋皆常有往來。

## 小说
《皓镧传》作者：尔笛

## 影劇作品
以下為影視中飾演「趙姬」的演員表(時間順序)
| 劇名           | 首播 | 演員   | 備註                       |
| -------------- | ---- | ------ | -------------------------- |
| 秦始皇（香港） | 1986 | 鮑起靜 |                            |
| 东周列国战国篇 | 1997 | 沈玲   | 呂氏春秋（第27、28、29集） |
| 尋秦記         | 2001 | 姚瑩瑩 | 角色叫「朱姬」             |
| 呂不韋傳奇     | 2001 | 宁静   |                            |
| 宰相小甘羅     | 2002 | 洪欣   |                            |
| 秦始皇         | 2007 | 宋佳   | 张丰毅版本                 |
| 秦时丽人明月心 | 2017 | 陳依沙 | 原劇名（麗姬傳）           |
| 皓镧传         | 2019 | 吳謹言 | 角色叫「李皓鑭」           |
| 大秦赋         | 2020 | 朱珠   |                            |
| 巴清傳奇       | —    | 姜宏波 | 原劇名（嬴天下）           |